# Diego Castro
Diego Castro Giménez, född 2 juli 1982 i Pontevedra i Galicien, är en spansk fotbollsspelare. Han har tidigare spelat i Malaga CF och Getafe CF.